# Pengar från skyn (1938)
För den amerikanska filmen, se Pengar från skyn (1936).
Pengar från skyn är en svensk dramafilm från 1938 i regi av Rune Carlsten. 

## Om filmen
Filmen premiärvisades 26 december 1938. Den spelades in i Rosenhügel Wien av Harry Hasso. Som förlaga har man Walter Sawitzkys roman Tüchtig, tüchtig die Pasemanns som utgavs 1938. Samtidigt med den svenska versionen gjordes en tysk version under titeln Geld fällt vom Himmel i regi av Heinz Helbig. Både den svenska och den tyska versionen spelades in på 20 arbetsdagar.

## Roller
- Carl Barcklind - Leopold Paseman, fabrikör
- Tord Stål - Gustaf, hans brorson
- Signe Hasso - Hanne, hans brorsdotter
- Olle Karlefeldt - Christian, hans brorson
- Olof Widgren - Hans Promm
- Tollie Zellman - Madame Angéle
- Albert Ståhl - Munder, advokat
- Ruth Stevens - von Ungewitter, "Raringen"
- Peter Höglund - Elis
- Tom Walter - herr Kock
- Margit Andelius - "Myran"
- Hjalmar Peters - Bernhard Ullman, restaurangägare
- Siri Olson - nattklubbssångerska
- Märta Dorff - en kvinna
- Hugo Tranberg - en man
- Britta Estelle - en dam